# 科萨德
科萨德（法語：Caussade，法語發音：[kosad]），法国西南部城市，奥克西塔尼大区塔恩-加龙省的一个市镇，隶属于蒙托邦区，其市镇面积为45.73平方公里，2022年1月1日时人口数量为6,858人，是该省人口第四多的市镇，在法国城市中排名第1,555位。
科萨德位于塔恩-加龙省东北部，是一个区域性的中心城市，A20高速公路、莱索布赖－蒙托邦铁路和多条省道在此交汇。

## 地名来源
“科萨德”一名来源于拉丁语单词“calciata”，意为“经修整过的道路”，对应的现代法语及奥克语单词分别为“chaussée”和“caussada”，该名称可能与罗马时期一条由此通过的道路有关。

## 历史

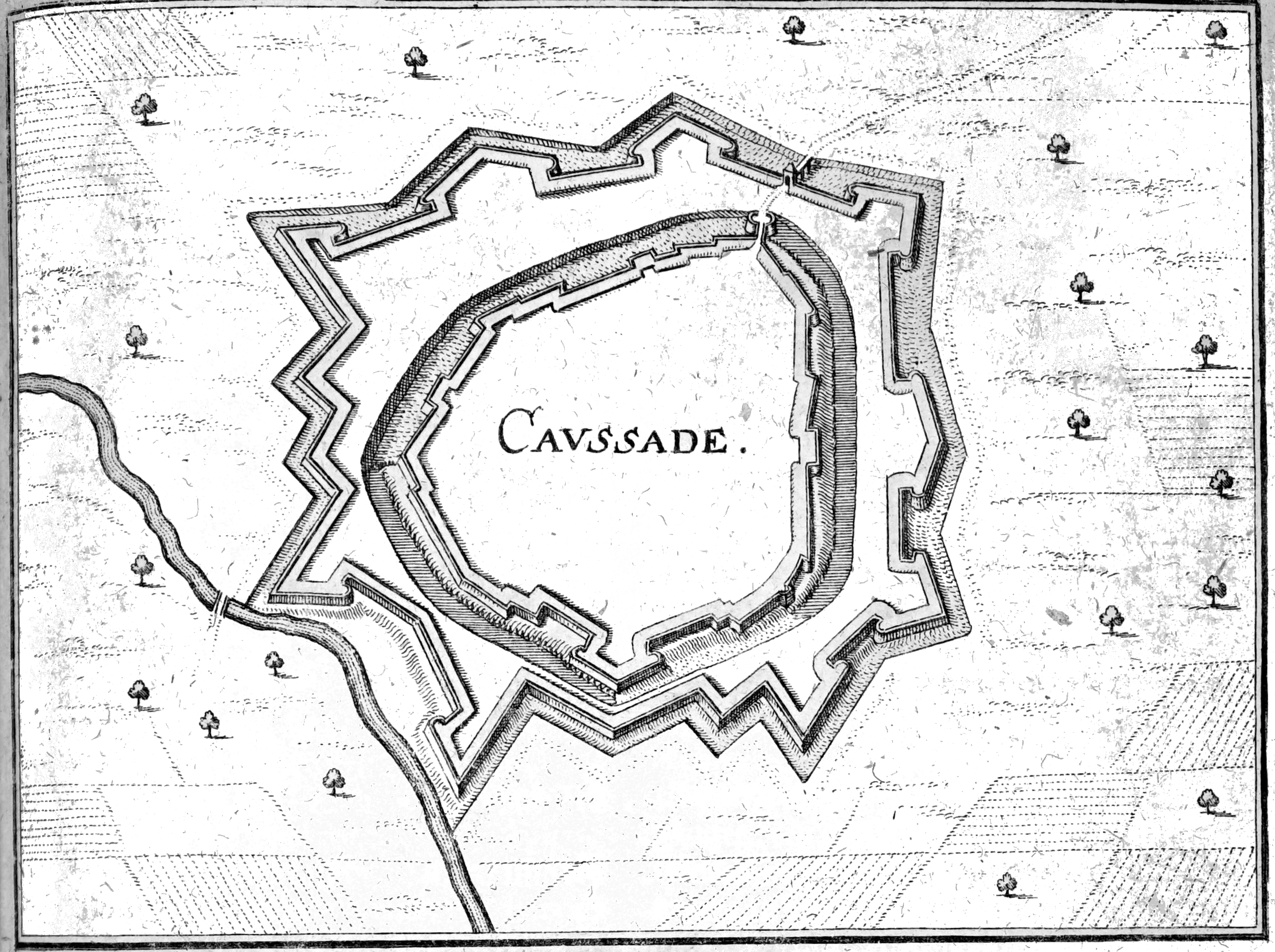
17世纪末的科萨德

高卢-罗马时期，一条南北走向的道路由此通过，其路线大致与现代的法国国道N20线相同。中世纪中期，科萨德的领主被卡奥尔主教赐予子爵头衔。12世纪末，科萨德一度被卡特里派占领，直至1242年才重归卡奥尔教区。英法百年战争期间，科萨德曾被英格兰军队控制。中世纪末期，科萨德先后被佩里戈尔伯爵和阿马尼亚克伯爵继承。16世纪后，科萨德逐渐发展成为一个区域性的商业城市，并成为南凯尔西地区的经济中心，其周边区域被开辟为农业种植区。法国大革命后，科萨德成为洛特省的一个市镇，后于1808年划至新成立的塔恩-加龙省。工业革命期间，法国铁路干线POLT由此通过。二战后，借助便利的交通条件，科萨德人口数量逐年上升。
。

## 地理

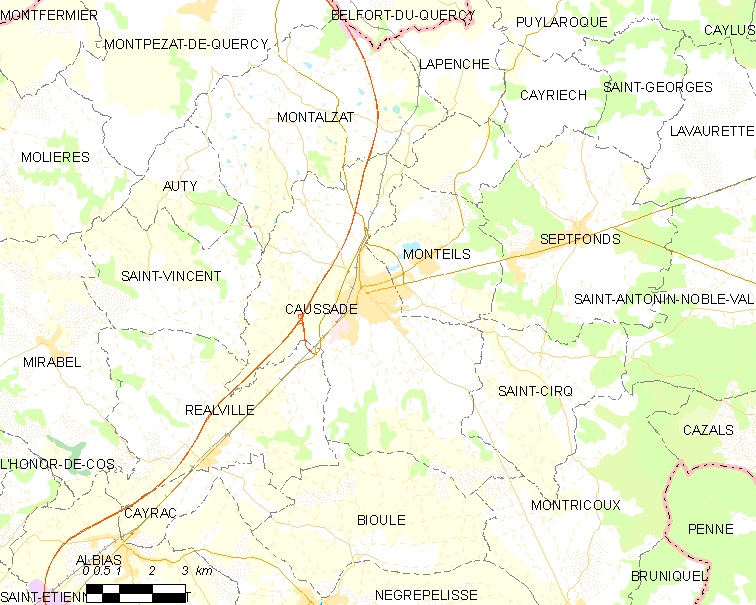
科萨德市镇范围地图

科萨德位于法国西南部，奥克西塔尼大区西部偏北和塔恩-加龙省东北部，距离省会蒙托邦大约25公里。与科萨德接壤的市镇包括：比乌勒、凯里耶克、拉庞什、蒙塔尔扎、蒙泰伊、蒙里库、雷阿尔维尔、圣西尔克、圣樊尚多泰雅克、塞特丰。

### 地形
科萨德位于法国中央高原西南部与阿基坦盆地的过渡地带，境内以丘陵及浅丘为主，市镇中心地势较为平坦，全境海拔在95到208米之间。

### 水文
莱尔河自北向西南流经境内，另有一条叫做“Ruisseau du Traversié”的小溪流经科萨德市区。莱尔河是阿韦龙河的支流，属于加龙河流域。

### 植被
科萨德属于温带阔叶混交林区，市区内的林地主要分布于河流附近。
在鲜花城市的评比中，科萨德暂未被评级。

### 气候
科萨德在柯本气候分类法中属于温带海洋性气候，因其纬度较低，故又有一定的亚热带特征，表现为年均气温高于同气候带的西部沿海及高纬度地区。

## 行政区划
科萨德是法国奥克西塔尼大区塔恩-加龙省的一个市镇，编号为82037。科萨德下辖蒙托邦区，隶属于塔恩-加龙省第一选区，管理阿韦龙-莱尔县，同时也是科萨德凯尔西市镇公共社区的办公驻地。
法国国家统计与经济研究所（简称）在进行数据统计时，将科萨德及相邻的蒙泰伊设为科萨德城市核心区以及科萨德城市区。自2020年起，科萨德城市区被划入包含50个市镇的蒙托邦城市辐射区代替。此外，还将科萨德市镇分为了两个“块区”（IRIS），以便于统计人口分布情况。

## 交通

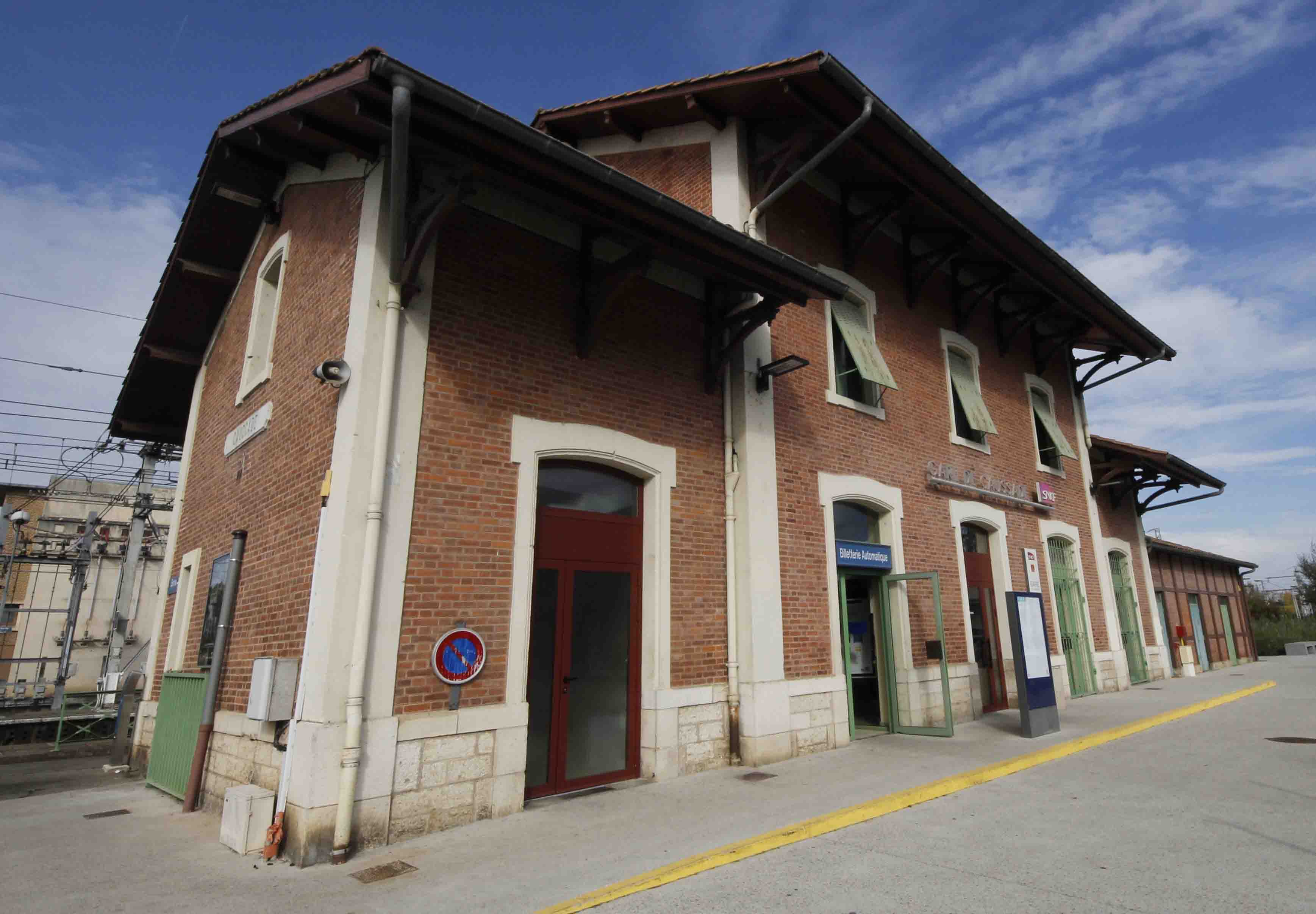
科萨德火车站的主站房

### 公路
法国A20高速公路和多条塔恩-加龙省省道在科萨德境内交汇，奥克西塔尼大区下属的203号城际巴士线路（蒙托邦 ↔ 鲁埃格自由城 ↔ 罗德兹）经停科萨德，另有部分校车线路可前往周边一些市镇。
2017年，69.1%的科萨德家庭拥有至少一辆私人汽车。2019年，科萨德境内共发生各类交通事故3起，造成3人受伤。

### 铁路
科萨德位于莱索布赖－蒙托邦铁路上。科萨德站位于市区西部，停靠往返于巴黎和图卢兹之间的城际列车和往返于图卢兹和布里夫拉盖亚尔德一线的区域列车。

### 航空
距离科萨德最近的民用航空站为图卢兹-布拉尼亚克机场，距离科萨德市中心的公路里程约80公里。

### 城市公共交通
截至2021年7月，科萨德暂无城市公共交通系统。

## 政治

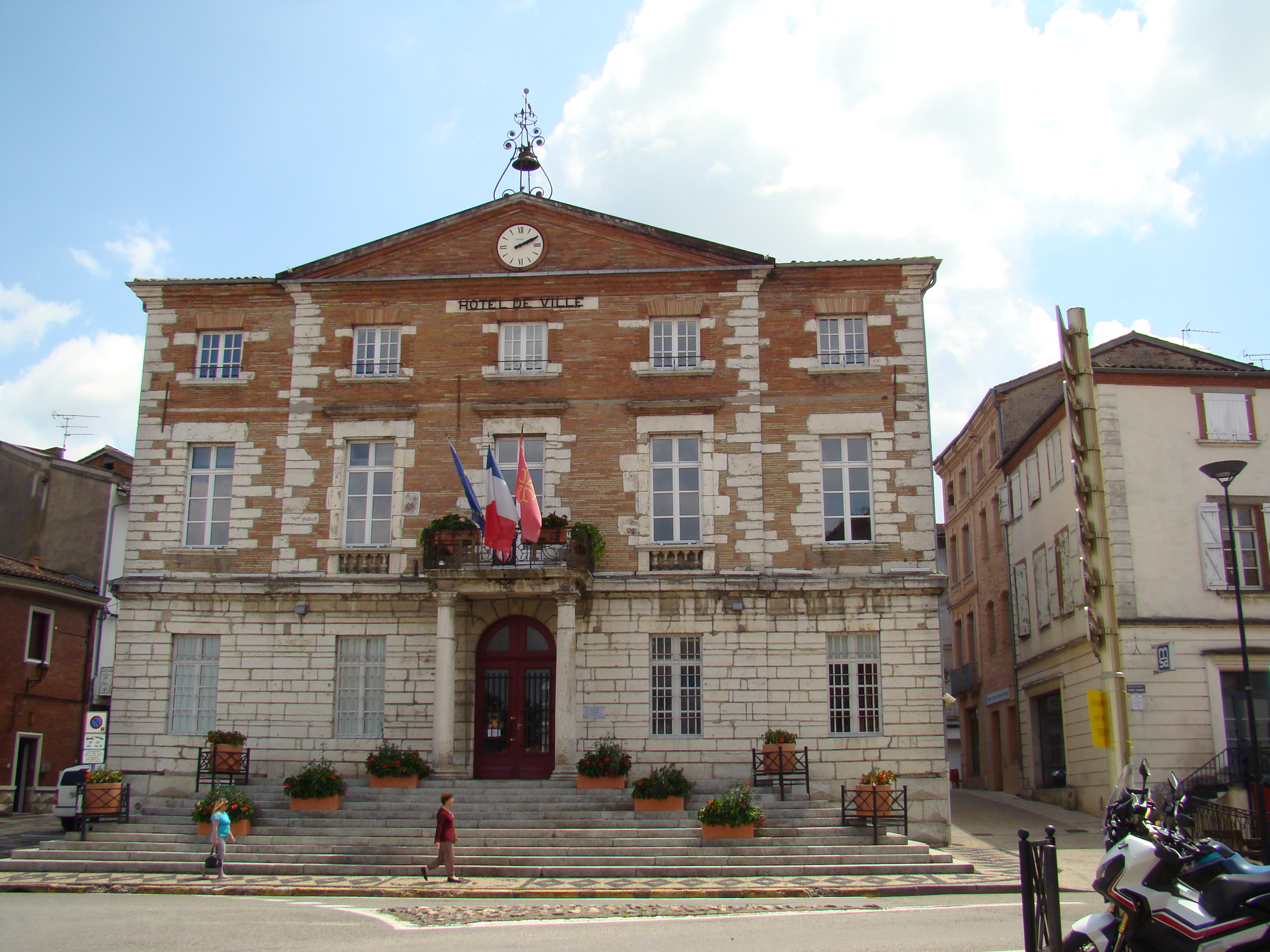
科萨德市政厅

科萨德的现任市长为热拉尔·埃布拉尔先生（Gérard Hébrard），他是一名右翼无党派人士，在2020年的市政选举中获得了51.47%的支持率。
在2017年的法国总统大选中，法国第25任总统埃马纽埃尔·马克龙在科萨德获得了60.67%的支持率。

## 人口
2018年，科萨德市镇人口数量为6,835，在法国排名第1,555位。其中男性3,210人，女性3,653人，75岁及以上人口占13.1%，外籍人口数量为1,524人，人口密度为149人/平方公里，当地居民被称为（男性）或（女性）。2019年，科萨德境内出生67人，死亡人口80人。
| 年份   | 1936  | 1946  | 1954  | 1962  | 1968  | 1975  | 1982  | 1990  | 1999  | 2004  | 2009  | 2014  | 2018  |
| ------ | ----- | ----- | ----- | ----- | ----- | ----- | ----- | ----- | ----- | ----- | ----- | ----- | ----- |
| 人口數 | 3,733 | 4,203 | 4,398 | 4,782 | 5,368 | 5,548 | 5,933 | 6,009 | 5,971 | 6,268 | 6,586 | 6,805 | 6,835 |

## 经济

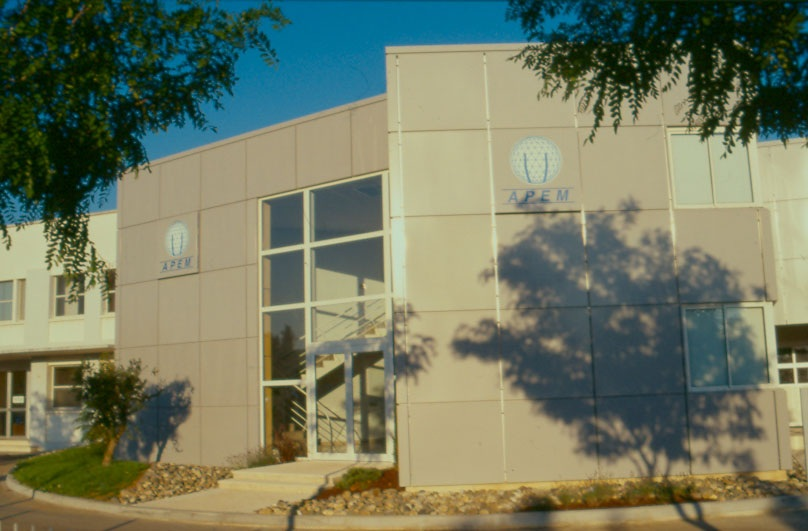
科萨德的一处工厂

截止2021年7月，科萨德是一个区域性的中心城市，当地共有各类用人单位1,061家，平均历史为17年，其中98.78%为中小型企业（PME）。（农产品）、（机械生产）及（电气设备生产）是当地2019年营业额最高的三个企业，分别为85,387,347欧元、83,195,271欧元和61,987,221欧元。

## 财政收入
2019年，科萨德的财政收入总额为9,024,520欧元，财政支出总额为7,736,560欧元，当年的债务总额为9,014,290欧元。2020年，科萨德共获得1,651,406欧元的国家财政补助，比上一年增加了0.02%。
2017年，科萨德的人均月收入总额为1,832欧元，其中高级职员为3,273欧元，低于法国平均水平（4,214欧元）；中级职员为2,126欧元，低于法国平均水平（2,353欧元）；普通职员为1,571欧元，亦低于法国平均水平（1,690欧元）。
2017年，科萨德境内的青壮年（15至64岁）失业率为18.7%，当地40.9%的家庭拥有纳税资格，平均纳税2,035欧元，低于法国平均水平（3,888欧元）。

## 社会事务

### 教育
科萨德属于图卢兹学区。截止2019年1月1日，科萨德境内共有2所幼儿园、3所小学、2所初级中学和1所农业高中。2018至2019学年度，科萨德境内共有在校中等教育阶段学生1,127名。

### 医疗
截止2019年1月1日，科萨德境内共有全科医生8名、保健师12名、牙医5名、护士19名、眼科医生2名和助产士2名。境内共有药房3家、养老院2家。
“埃米尔花园医院”（Hôpital Le Jardin d'Emilie）位于科萨德市区，设有床位35个，是当地规模最大的公立综合性医院。

### 住房
2017年，科萨德境内共有各类住房4,006套，其中66.1%为独立式居民区，33%为集中式居民区。常住房屋占科萨德市镇范围内居民建筑总量的83.1%。
在住房保障政策方面，2017年，科萨德境内共有963户家庭获得了住房经济补助，受益人数占总人口数量的14%，其中916份为房租补助。

### 商业
2019年，科萨德境内共有各类实体商铺205家，其中餐厅22家、大型超市6家、杂货店4家、面包房5家、肉铺5家、书店3家、装饰品店3家、银行门店9家、美容美发店16家、汽车维修店12家。市区西南部建有开放式商业街区，有Super U超市；市中心则有两处Intermarché超市。

### 体育
2019年，科萨德境内共有1家游泳池、3间体育馆、2座综合体育场、4处网球场、2处马术场、3处足球或橄榄球场以及3处篮球或排球场。
截至2021年7月，科萨德体育会（Stade Caussadais）是当地唯一的注册足球队。

### 环境
科萨德的环境事务由其所属的公共社区负责。2019年，科萨德境内暂无污染企业。

### 治安
2019年，科萨德市镇范围内有1处宪兵队。
2014年，科萨德及附近地区共发生各类案件3,412起，其中盗窃类案件2,311起，经济类案件284起，毒品交易类案件80起。

## 文化
2019年，科萨德境内共有1家电影院。科萨德市政府提供多媒体中心，向公众全年开放。

### 建筑
科萨德境内有多处历史建筑，其中科萨德圣母升天教堂、阿尔勒塔等为法国国家文物保护单位。

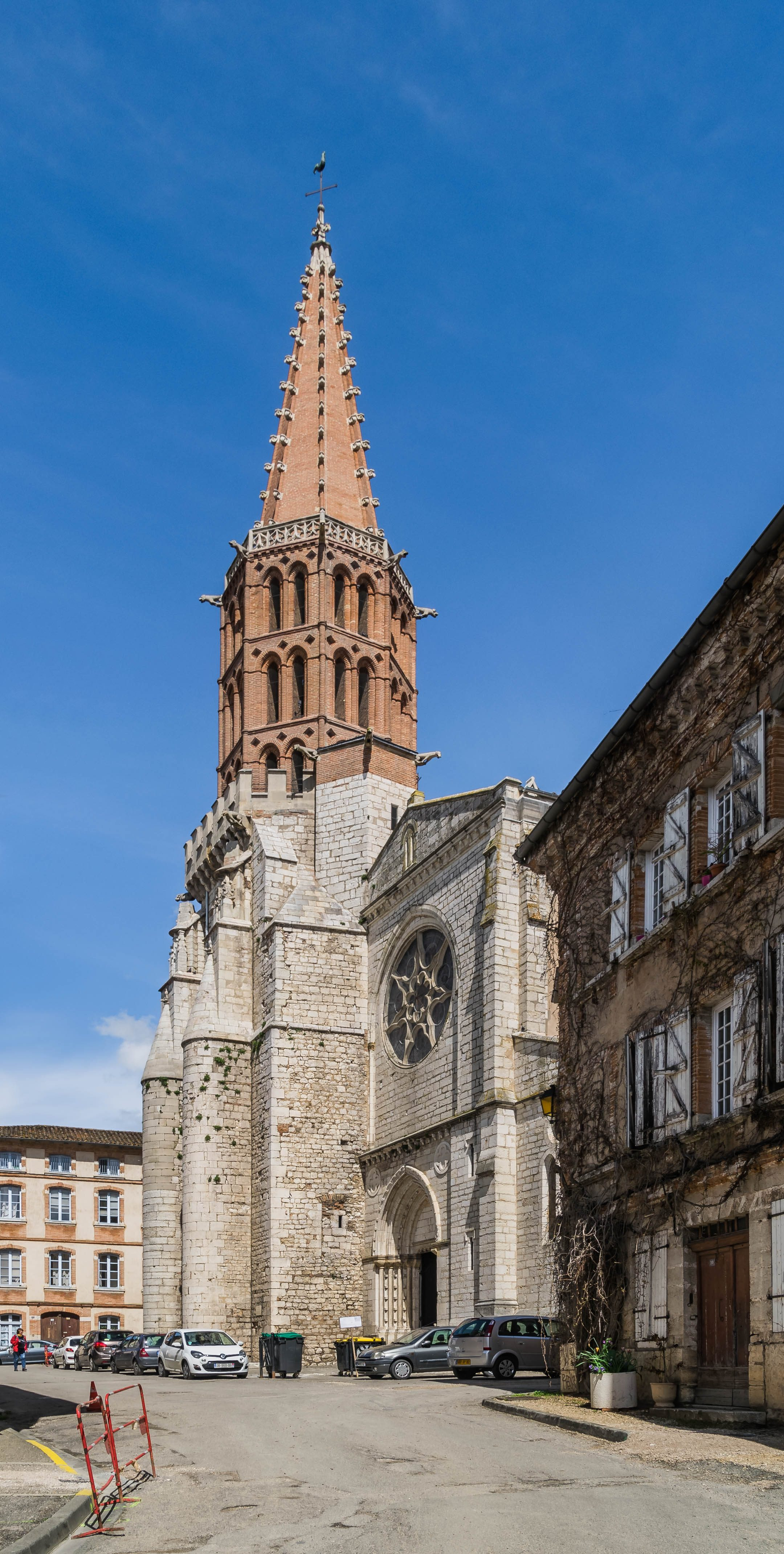
圣母升天教堂（法语：Église Notre-Dame-de-l'Assomption de Caussade）
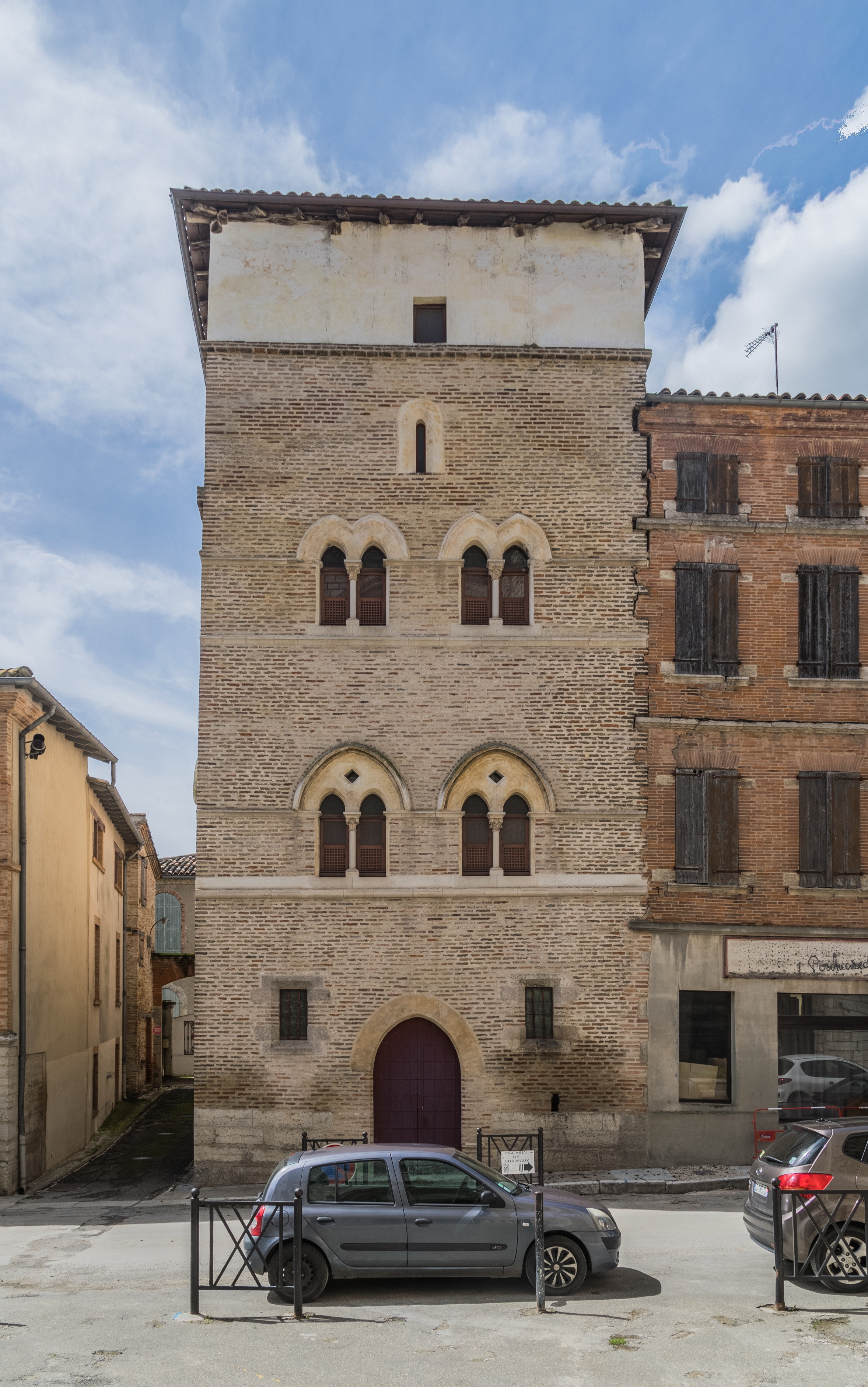
阿尔勒塔（法语：Tour d'Arles）
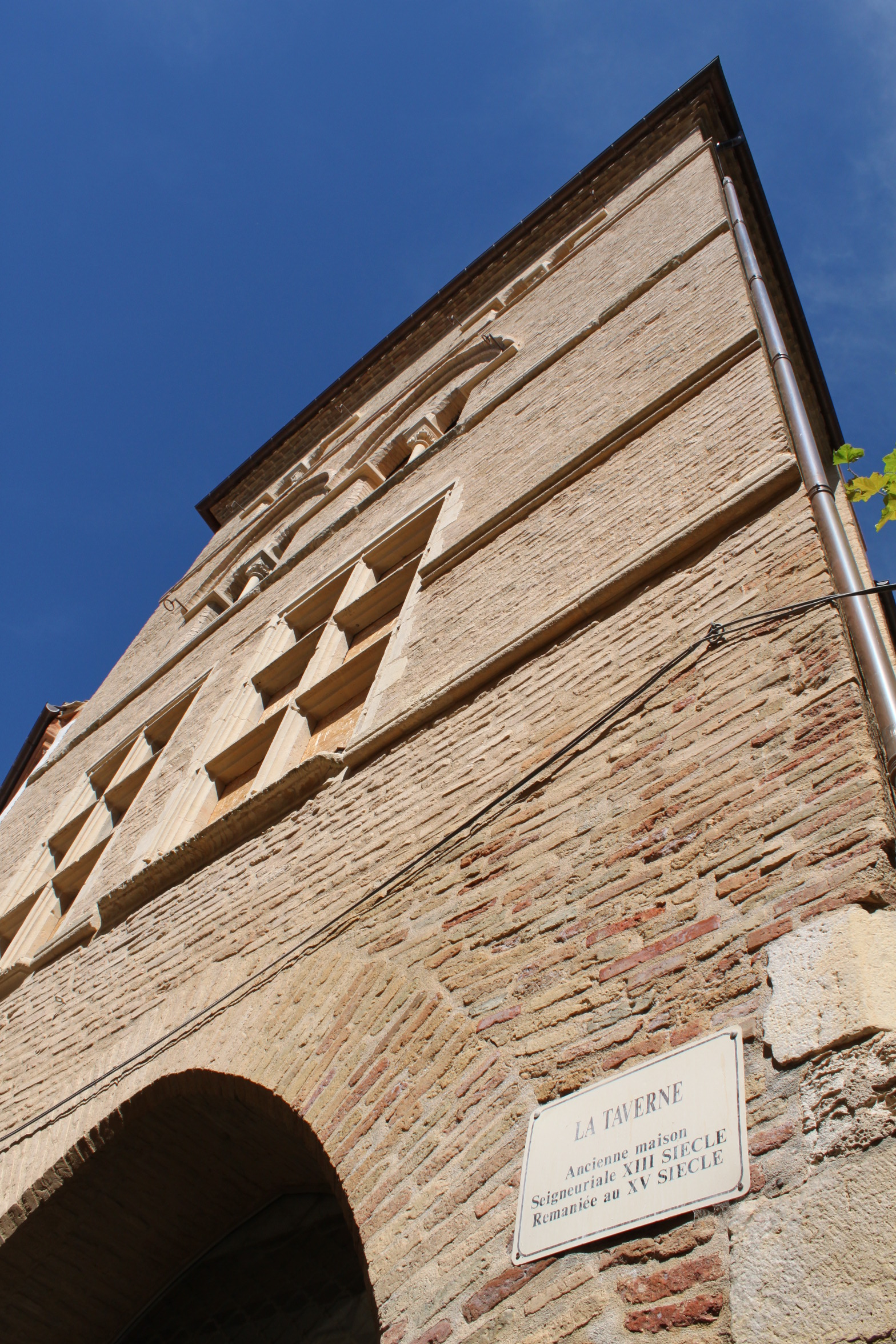
塔韦尔讷楼（法语：Maison de la Taverne）
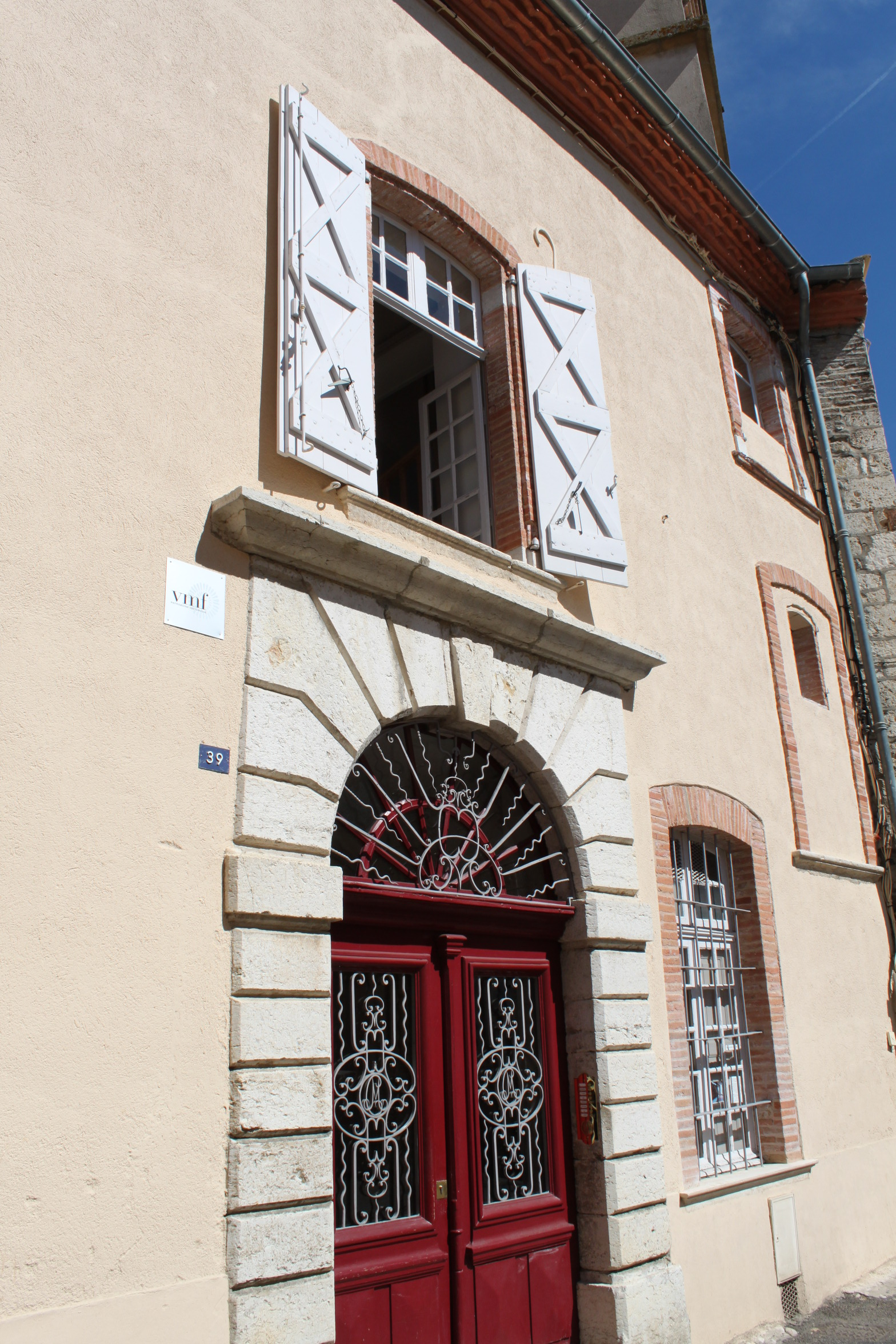
一处历史民居
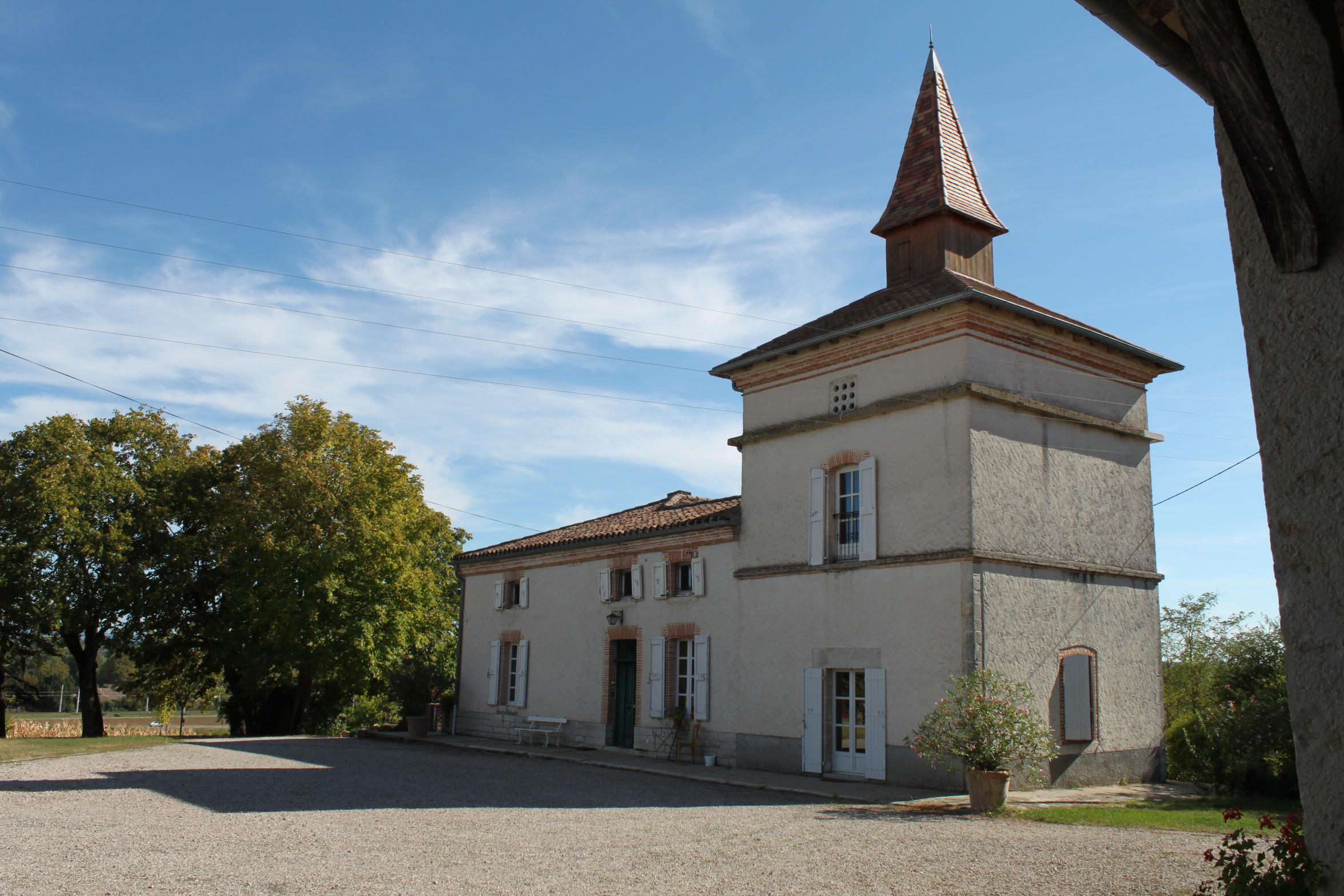
拉邦巴迪埃农产

### 旅游
科萨德的旅游事务由其所属的公共社区负责。2020年，科萨德境内共有2家酒店共计32间房间；另有1个露营地，可容纳共100辆露营车。

### 媒体
法国主要的媒体均可在科萨德接收，法国电视三台下属的奥克西塔尼大区频道在部分时段播出科萨德所属区域的地方新闻。

## 友好城市
截至2021年7月，科萨德共与一座城市互为友好城市关系：
- 西班牙 卡拉奥拉